# 白馬山頂簡易郵便局

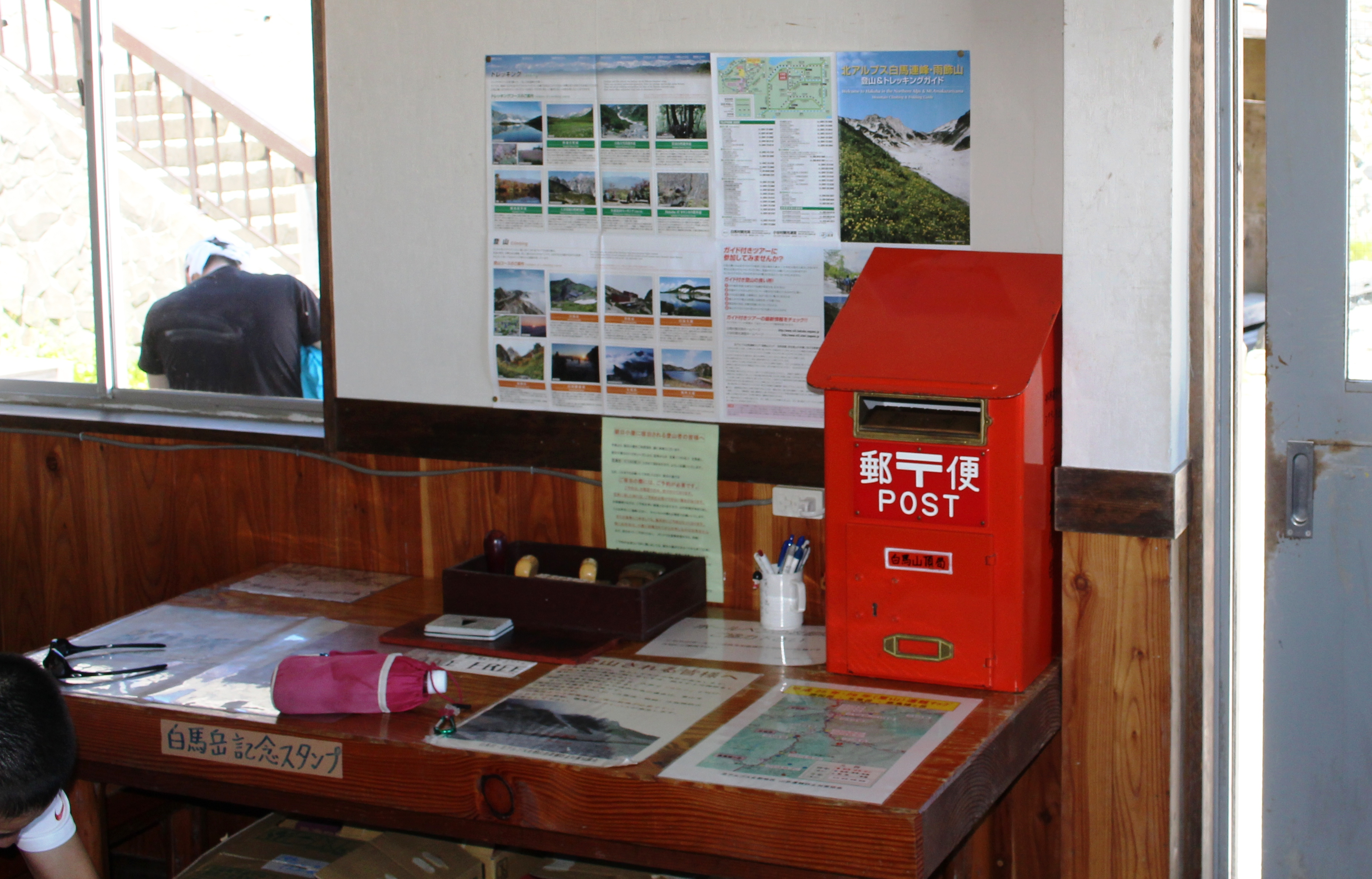
白馬岳頂上宿舎の外来食堂に設置されている郵便ポスト

白馬山頂簡易郵便局（はくばさんちょうかんいゆうびんきょく）は、長野県北安曇郡白馬村にある白馬岳山上の白馬岳頂上宿舎に、7月から8月末まで期間限定で開設されている簡易郵便局である。
1959年（昭和34年）7月1日に白馬村営頂上宿舎内に開設された。
開設期間は夏山シーズンに合わせた7月から8月末のみで営業時間は5:00-21:00で、郵便業務のみを取り扱っている。
なお、白馬山頂は日本郵便から交通困難地の指定を受けており、地外から当地宛に郵便物を送付することは出来ない。